# شون فريزر
شون فريزر (بالإنجليزية: Sean Fraser)‏ (15 فبراير 1983 بكينغستون في جامايكا - ) هو لاعب كرة قدم جامايكي في مركز الهجوم. شارك مع منتخب جامايكا تحت 17 سنة لكرة القدم ومنتخب جامايكا تحت 20 سنة لكرة القدم ومنتخب جامايكا لكرة القدم. أما مع النوادي، فقد لعب مع نادي إس إتش بي دا نانغ ونادي بورتمور يونايتد ونادي هاربور فيو ونجوم الشمال الشرقي وPumas Morelos ‏ وPuerto Rico Islanders ‏ ونادي أليانزا ‏ وأونسي مونيسيبال ‏ وبوافيستا سبورت ‏ وC.D. Dragón ‏ ونادي أكويلا وFort Lauderdale Strikers (2006–2016) ‏.

## وصلات خارجية
- شون فريزر على موقع قاعدة بيانات كرة القدم.إي يو (الإنجليزية)
- شون فريزر على موقع ناشيونال فوتبول تيمز (الإنجليزية)
- شون فريزر على موقع Soccerway.com (الإنجليزية)